# Cospas-Sarsat

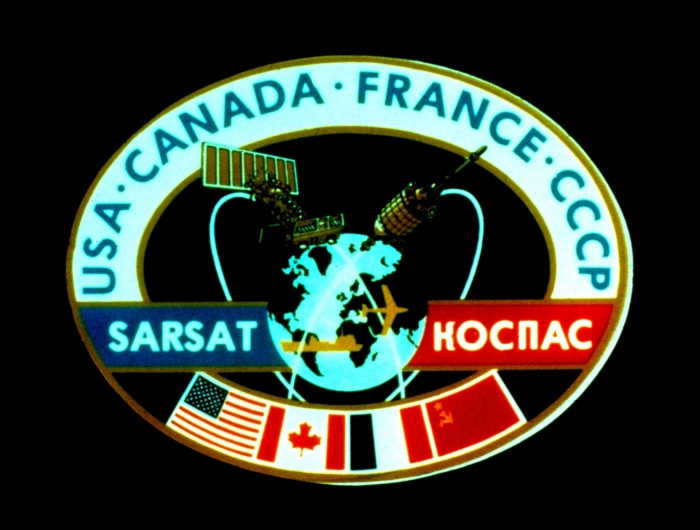
Logo systému Cospas-Sarsat užívané do roku 1992

Cospas-Sarsat (také COSPAS-SARSAT) je mezinárodní družicový systém pro službu pátrání a záchrany (SAR), který vznikl v roce 1979 ve spolupráci Kanady, Francie, Spojených států a bývalého Sovětského svazu. Jedná se o detekční a informační distribuční systém, který vyhledává a lokalizuje nouzové signály vyslané z nouzových záchranných majáků letadel, lodí a osobních nouzových bójí. V průběhu let se do systému zapojila řada dalších zemí, buď jako poskytovatelé pozemních částí systému, nebo jako jeho uživatelé. V roce 2011 poskytovalo 26 zemí (Alžírsko, Argentina, Austrálie, Brazílie, Chile, Čínská lidová republika, Řecko, Indie, Indonésie, Itálie, Japonsko, Jižní Korea, Nový Zéland, Nigérie, Norsko, Pákistán, Peru, Saúdská Arábie, Singapur, Jihoafrická republika, Španělsko, Thajsko, Turecko, Spojené arabské emiráty, Spojené království a Vietnam) a dvě organizace (Chunghwa Telecom a Hong Kong Marine Department) pozemní části pro systém Cospas-Sarsat a dalších 11 zemí se podílelo jako jeho uživatelé (Kypr, Dánsko, Finsko, Německo, Madagaskar, Nizozemsko, Polsko, Srbsko, Švédsko, Švýcarsko a Tunisko). Cospas-Sarsat sídlí v kanadském Montréalu a jeho ředitelem je Steven Lett ze Spojených států.
Systém se skládá z pozemních prvků a z prvků na oběžné dráze:
- Nouzové záchranné majáky (bóje) pro určení polohy (ELT, EPIRB, PLB), aktivovány jsou v případě nouze
- Zařízení na palubě družic detekující nouzové signály; signálový opakovač SAR (SARR) a signálový procesor SAR (SARP)
- Satelitní přijímací kanál a pozemní přijímací stanice LUT (anglicky Local Users Terminal)
- Vyhodnocovací střediska (MCC) a koordinační a řídící centra (RCC), přijímají a vyhodnocují nouzové signály generované pozemní přijímací stanicí
- Koordinační a řídící centrum (RCC) koordinuje činnost personálu SAR a reaguje na nouzové situace

Prvky systému Cospas-Sarsat na oběžné dráze zahrnují šest geostacionárních družic zvaných GEOSAR a šest orbitálních družic LEOSAR pro pokrytí oblastí okolo zemských pólů.

## Základní informace

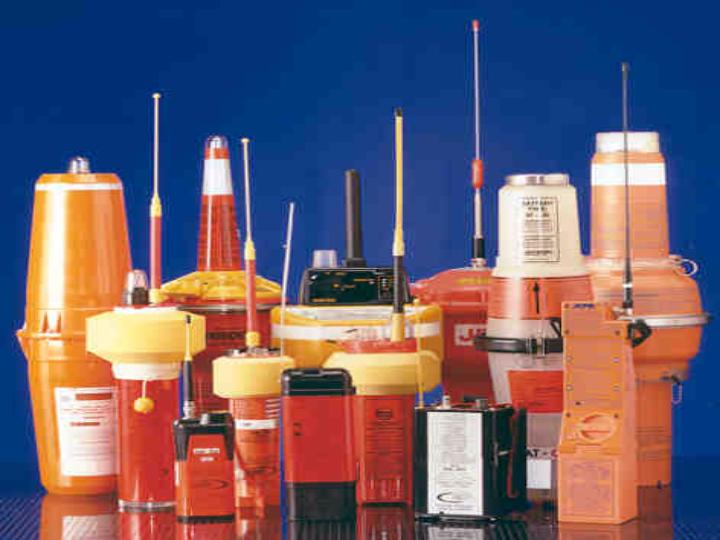
Různé typy nouzových majáků

První družice systému Cospas-Sarsat, zvaná COSPAS-1 (Kosmos 1383), byla vypuštěna na oběžnou dráhu z kosmodromu Pleseck 29. června 1982. Původně systém lokalizoval a detekoval dva typy nouzových majáků:
- EPIRB (anglicky Emergency Position-Indicating Radio Beacons), nouzový maják používaný v námořnictví[8]
- ELT (Emergency Locator Transmitters), nouzový maják pro určení polohy, používaný v letectví[8]

Od roku 2003 lokalizuje systém Cospas-Sarsat další typ nouzového majáku:
- PLB (Personal Locator Beacons), osobní nouzová bóje; slouží pro osobní účely osob, které se nacházejí v oblastech mimo dosah běžné záchranné služby

Vývoj čtyř zakládajících členů systému Cospas-Sarsat vedl ke vzniku námořního nouzového majáku EPIRB, který vysílá na tísňové frekvenci 406 MHz. Vývoj majáku byl brán jako velký úspěch v lodní dopravě. Již před vznikem systému Cospas-Sarsat vysílala letadla v nouzi na tísňové frekvenci 121,5 MHz. Nouzový maják pro určení polohy v letectví byl zpočátku konstruován tak, aby vysílal právě na této frekvenci. Vojenská letadla v nouzi pak vysílala signál na frekvenci 243 MHz. Systém Cospas-Sarsat detekoval a lokalizoval signály na frekvencích 406, 121,5 a 243 MHz. Později byl systém upraven tak, aby přijímal signály pouze na frekvenci 406 MHz, a to jak v námořní, tak v letecké dopravě. Starší kmitočty byly hůře lokalizovatelné a především u kmitočtu 121,5 MHz bylo vysoké riziko vyvolání falešného poplachu. Starší nouzové majáky ELT mohou vysílat jak na kmitočtu 406 MHz, tak na starším kmitočtu 121,5 MHz. Konstrukce nouzových majáků se vyvíjela od roku 1982. Novější majáky vysílající na kmitočtu 406 MHz obsahují GPS přijímače a je možno je velmi rychle a přesně lokalizovat prostřednictvím družic GEOSAR.
COSPAS (rusky КОСПАС) je zkratka ruských slov Kosmičeskaja Sistěma Poiska Avarijnych Sudov (Космическая Система Поиска Аварийных Судов), přeložitelných jako „kosmický systém pro vyhledávání lodí v nouzi“. SARSAT je zkratka anglických slov Search And Rescue Satellite-Aided Tracking, přeložitelné jako „satelitní sledování pro pátrání a záchranu“.
Systém Cospas-Sarsat je součástí globálního námořního tísňového a bezpečnostního systému Mezinárodní námořní organizace. Nouzovým majákem EPIRB musí být vybavena všechna plavidla podle Mezinárodní úmluvy o bezpečnosti života na moři (anglicky International Convention for the Safety of Life at Sea), tzn. všechny obchodní, rybářské a osobní lodě. Nouzové majáky mohou mít předem naprogramovány identifikační údaje o plavidle nebo letadle, takže vysílají společně s nouzovým signálem. Pokud byl nouzový maják řádně registrován u příslušné instituce, může koordinační a řídící centrum získat informace o plavidle nebo letadle z databáze registrovaných nouzových majáků.

## Vyřazení nouzových kmitočtů 121,5 a 243 MHz

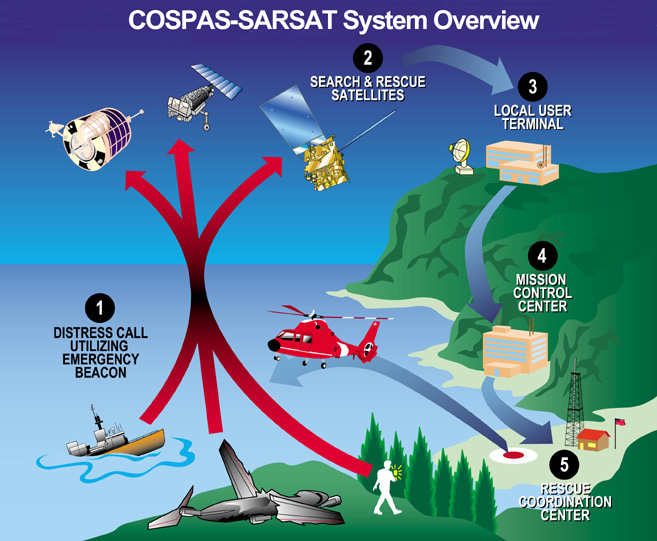
Systém Cospas-Sarsat:
1 – plavidlo, letoun nebo osoba v nouzi vysílá prostřednictvím nouzového majáku signál
2 – nouzový signál přijímají družice systému Cospas-Sarsat, které jej předávají dále pozemní přijímací stanici LUT
3 – pozemní přijímací stanice předává signál dále vyhodnocovacímu středisku (MCC)
4 – vyhodnocovací středisko vyhodnotí nouzový signál a informaci předá dále národnímu koordinačnímu a řídícímu centru (RCC)
5 – národní koordinační a řídící centrum přijme informaci od vyhodnocovacího střediska, provede ověření a aktivuje záchranný systém SAR

K 31. lednu 2009 byly ze systému Cospas-Sarsat vyřazeny frekvence 121,5 a 243 MHz. Od 1. února 2009 tak systém zpracovává pouze frekvence 406 MHz. Přechodem na frekvenci 406 se očekává efektivnější využití systému SAR. U starších frekvencí docházelo často k vyvolání falešného poplachu, čemuž kmitočet 406 MHz předchází. Starší kmitočty byly rovněž hůře lokalizovatelné.

## Kompozice systému

### Pozemní prvky systému
Pozemní část systému zahrnuje:
- Nouzové majáky
- Satelitní přijímací kanál a pozemní přijímací stanice LUT (anglicky Local Users Terminal)
- Vyhodnocovací střediska (MCC), která vyhodnocují tísňová volání generovaná pozemní přijímací stanicí
- Koordinační a řídící centrum (RCC) (dříve záchranné koordinační středisko), reaguje na nouzové situace a koordinuje činnost služby SAR

Družice GEOSAR a LEOSAR jsou monitorovány místními pozemními přijímacími stanicemi LUT (LEOLUT, GEOLUT). Každá pozemní přijímací stanice je kontrolována vyhodnocovacím střediskem, které distribuuje informace dále do koordinačního a řídícího centra.

### Prvky systému na oběžné dráze
Část systému na oběžné dráze zahrnuje:
- Šest geostacionárních družic zvaných GEOSAR
- Šest orbitálních družic LEOSAR, které jsou určeny pro pokrytí oblastí okolo zemských pólů
- Zařízení na palubě družic detekující nouzové signály; signálový opakovač SAR (SARR) a signálový procesor SAR (SARP)

## Technické informace

### LEOSAR

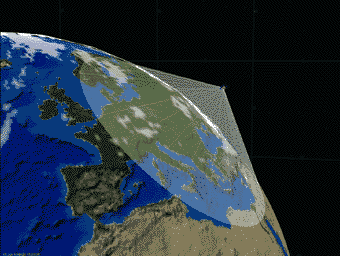
Příklad pokrytí části Země družicí LEOSAR

Na oběžné dráze se pohybuje šest orbitálních družic LEOSAR. Družice LEOSAR byly na oběžnou dráhu vypuštěny dříve a předcházely tak systém družic GEOSAR. Družice GEOSAR jsou v současné době doplňovány družicemi LEOSAR. LEOSAR družice jsou monitorovány 46 pozemními přijímacími stanicemi LEOLUT (anglicky Low Earth Orbit Local User Terminal). Družice LEOSAR pracují v store-and-forward režimu na kmitočtu 406 MHz, takže pokud družice přijme od nouzového majáku tísňové volání, tento signál není posílán přímo do vyhodnocovacího střediska, ale je zpracován nejprve pozemní přijímací stanicí LEOLUT. Stanice LEOLUT tak funguje jako mezičlánek v komunikaci mezi družicí a vyhodnocovacím střediskem. Ačkoliv družice LEOSAR dokáží zpracovat signály z nouzových majáků na celé Zemi, je jejich důraz kladen především na pokrytí oblastí v okolí zemských pólů, které nedokáží družice GEOSAR pokrýt.
Do poloviny roku 2007 byly dvě družice LEOSAR provozovány jako samostatné Cospas družice Ruské federace, na oběžnou dráhu vypuštěné bývalým Sovětským svazem. Poté, co byla činnost družic Cospas ukončena, provozují družice LEOSAR pouze americký Národní úřad pro oceán a atmosféru (NOAA) v rámci programu Polar Operational Environmental Satellites (POES) a evropský EUMETSAT na meteorologických družicích MetOp. Původní Cospas družice obíhaly ve výšce asi 1000 km. Šest současných Sarsat družic amerického NOAA a evropského EUMETSATu obíhá ve výšce přibližně 850 km. Jedná se o následující družice:
- Sarsat-7, družice NOAA-15
- Sarsat-8, družice NOAA-16
- Sarsat-9, družice NOAA-17
- Sarsat-10, družice NOAA-18
- Sarsat-11, družice MetOp-A
- Sarsat-12, družice NOAA-19

### GEOSAR
Na oběžné dráze se pohybuje šest geostacionárních družic GEOSAR. Družice GEOSAR jsou monitorovány 16 geostacionárními pozemními přijímacími stanicemi GEOLUT (anglicky Geostationary Earth Orbit Local User Terminals). GEOSTAR družice pokrývají nepřetržitě téměř celé území Země, ale v některých oblastech, především v okolí zemských pólů, rádiové spojení mezi nouzovým majákem a družicí chybí. Tato místa pokrývají orbitální družice typu LEOSAR, které tak doplňují družice GEOSAR. Dvě družice typu GEOSAR poskytují Spojené státy americké v rámci programu Geostationary Operational Environmental Satellite, dvě družice poskytuje evropský EUMETSAT v rámci programu METEOSAT, jednu družici poskytuje Indie v rámci programu Indian National Satellite System a od dubna 2012 poskytuje jednu družici Ruská federace. Jedná se o následující družice:
- americká družice GOES 13
- americká družice GOES 15
- indická družice INSAT-3A
- evropská družice Meteosat-8
- evropská družice Meteosat-9
- ruská družice Electro-L No. 1

### Nouzové majáky
Běžný nouzový maják vysílá 0,5 sekundy dlouhý pětiwattový signál každých 50 sekund. Většina nouzových majáků prodávaných od roku 1997 obsahuje GNSS přijímač, takže je možné je velmi přesně lokalizovat. Nouzové majáky pro určení polohy (ELT) používané v letectví se aktivují při nárazu letounu, zatímco námořní EPIRB majáky se aktivují při styku s vodou. Nouzové majáky vysílající na kmitočtu 406 MHz disponují 100 kHz širokým vysílacím pásmem, přičemž střední hodnota vysílaného signálu je ustálena na 406,05 MHz. Vysílaný nouzový signál může být buď 122 bitů dlouhý (krátká zpráva), nebo 144 bitů dlouhý (dlouhá zpráva). V obou případech je 49 bitů vyhrazeno pro identifikační údaje vysílajícího nouzového majáku. Pokud nouzový maják disponuje GNSS přijímačem, je tato informace také zakódována ve vysílaném tísňovém signálu.

## Statistiky
V roce 2010 pomohl systém Cospas-Sarsat zachránit 2362 osob během 641 událostí, kdy byl aktivován systém SAR. Od září 1982 do prosince 2010 pomohl systém Cospas-Sarsat zachránit celkem 30 713 osob během 8387 událostí, při kterých byl aktivován systém SAR.
| Kategorie      | Události SAR |
| -------------- | ------------ |
| Letecké nehody | 20 %         |
| Námořní nehody | 56 %         |
| Pozemní nehody | 24 %         |
| Celkem         | 100 %        |